# Пойда Василь Васильович
Васи́ль Васи́льович По́йда (5 листопада 1983 — 18 вересня 2015) — солдат Збройних сил України, учасник російсько-української війни.

## Життєпис
Народився 1983 року в селі Негровець Закарпатської області; закінчив негровецьку загальноосвітню школу (в сучасності — навчально-виховний комплекс імені Василя Росохи). Пройшов строкову військову службу в лавах ЗСУ, по демобілізації працював на сезонних роботах.
Доброволець, влітку 2015 року мобілізований; солдат, стрілець-старший механік 128-ї гірсько-піхотної бригади.
18 вересня 2015-го пізнім вечором близько 22:20 поблизу спостережного поста взводного опорного пункту біля села Болотене Станично-Луганського району військовики виявили невідомих осіб; під час переслідування пролунали два вибухи (за однією з версій, є ймовірність, що спрацювала «розтяжка»). Один військовик зазнав осколкових поранень кінцівок, Василь Пойда загинув на місці.
24 вересня 2015 року похований в селі Негровець Міжгірського району.
Без Василя лишилися мама і брат.

## Нагороди та вшанування
За особисту мужність, сумлінне та бездоганне служіння Українському народові, зразкове виконання військового обов'язку відзначений — нагороджений
- орденом «За мужність» ІІІ ступеня (16.1.2016, посмертно)[1]
- в жовтні 2015-го у Негровці відкрито пам'ятник Василю Рососі та Василю Пойді.